# Western & Southern Open 2023
Western & Southern Open 2023 là một giải quần vợt nam và nữ thi đấu trên mặt sân cứng ngoài trời diễn ra từ ngày 13 đến ngày 20 tháng 8 năm 2023. Đây là một giải đấu Masters 1000 trong ATP Tour 2023 và WTA 1000 không Mandatory trong WTA Tour 2023. Giải đấu năm 2023 là lần thứ 122 (nam) và lần thứ 95 (nữ) giải Cincinnati Masters được tổ chức và diễn ra tại Lindner Family Tennis Center ở Mason, Ohio, ngoại ô phía bắc Cincinnati, Hoa Kỳ.

## Điểm và tiền thưởng

### Phân phối điểm
| Sự kiện | VĐ   | CK  | BK  | TK  | Vòng 1/16 | Vòng 1/32 | Vòng 1/64 | Q  | Q2 | Q1 |
| Đơn nam | 1000 | 600 | 360 | 180 | 90        | 45        | 10        | 25 | 16 | 0  |
| Đôi nam | 1000 | 600 | 360 | 180 | 90        | 0         | —         | —  | —  | —  |
| Đơn nữ  | 900  | 585 | 350 | 190 | 105       | 60        | 1         | 30 | 20 | 1  |
| Đôi nữ  | 900  | 585 | 350 | 190 | 105       | 5         | —         | —  | —  | —  |

### Tiền thưởng
| Sự kiện  | VĐ         | CK       | BK       | TK       | Vòng 1/16 | Vòng 1/32 | Vòng 1/64 | Q2      | Q1     |
| Đơn nam  | $1,019,335 | $556,630 | $304,375 | $166,020 | $88,805   | $47,620   | $26,380   | $13,515 | $7,080 |
| Đơn nữ   | $454,500   | $267,690 | $138,000 | $63,350  | $31,650   | $17,930   | $12,848   | $7,650  | $4,000 |
| Đôi nam* | $312,740   | $169,880 | $93,310  | $51,470  | $28,310   | $13,510   | —         | —       | —      |
| Đôi nữ*  | $133,840   | $75,286  | $40,432  | $20,914  | $11,850   | $7,900    | —         | —       | —      |

*mỗi đội

## Nội dung đơn ATP

### Hạt giống
Dưới đây là những tay vợt được xếp loại hạt giống. Hạt giống dựa trên bảng xếp hạng ATP vào ngày 7 tháng 8 năm 2023. Xếp hạng và điểm trước vào ngày 14 tháng 8 năm 2023.
| Hạt giống | Xếp hạng | Tay vợt               | Điểm trước | Điểm bảo vệ | Điểm thắng | Điểm sau | Thực trạng                                   |
| --------- | -------- | --------------------- | ---------- | ----------- | ---------- | -------- | -------------------------------------------- |
| 1         | 1        | Carlos Alcaraz        | 9,395      | 180         | 600        | 9,815    | Á quân, thua trước Novak Djokovic [2]        |
| 2         | 2        | Novak Djokovic        | 8,795      | 0           | 1,000      | 9,795    | Vô địch, đánh bại Carlos Alcaraz [1]         |
| 3         | 3        | Daniil Medvedev       | 6,530      | 360         | 90         | 6,260    | Vòng 3 thua trước Alexander Zverev [16]      |
| 4         | 4        | Stefanos Tsitsipas    | 5,090      | 600         | 90         | 4,580    | Vòng 3 thua trước Hubert Hurkacz             |
| 5         | 7        | Casper Ruud           | 4,715      | 10          | 10         | 4,715    | Vòng 2 thua trước Max Purcell [Q]            |
| 6         | 5        | Holger Rune           | 4,790      | 10          | 10         | 4,790    | Vòng 2 bỏ cuộc trước Mackenzie McDonald [WC] |
| 7         | 8        | Andrey Rublev         | 4,595      | 90          | 10         | 4,515    | Vòng 2 thua trước Emil Ruusuvuori            |
| 8         | 6        | Jannik Sinner         | 4,725      | 90          | 10         | 4,645    | Vòng 2 thua trước Dušan Lajović [Q]          |
| 9         | 9        | Taylor Fritz          | 3,605      | 180         | 180        | 3,605    | Tứ kết thua trước Novak Djokovic [2]         |
| 10        | 10       | Frances Tiafoe        | 3,050      | 45          | 45         | 3,050    | Vòng 2 thua trước Stan Wawrinka [WC]         |
| 11        | 11       | Karen Khachanov       | 2,855      | 10          | 0          | 2,845    | Rút lui                                      |
| 12        | 14       | Félix Auger-Aliassime | 2,510      | 180         | 45         | 2,375    | Vòng 2 thua trước Adrian Mannarino           |
| 13        | 15       | Cameron Norrie        | 2,425      | 360         | 10         | 2,075    | Vòng 1 thua trước Gaël Monfils [PR]          |
| 14        | 13       | Tommy Paul            | 2,525      | 45          | 90         | 2,570    | Vòng 3 thua trước Carlos Alcaraz [1]         |
| 15        | 16       | Borna Ćorić           | 2,315      | 1,000       | 45         | 1,360    | Vòng 2 thua trước Hubert Hurkacz             |
| 16        | 17       | Alexander Zverev      | 2,310      | 0           | 360        | 2,670    | Bán kết thua trước Novak Djokovic [2]        |

### Vận động viên khác
Đặc cách:
- John Isner
- Mackenzie McDonald
- Brandon Nakashima
- Stan Wawrinka

Bảo toàn thứ hạng:
- Lloyd Harris
- Gaël Monfils

Vượt qua vòng loại:
- Thanasi Kokkinakis
- Arthur Fils
- Corentin Moutet
- Jordan Thompson
- Max Purcell
- Alexander Shevchenko
- Dušan Lajović

Thua cuộc may mắn:
- Daniel Altmaier
- Alexei Popyrin

### Rút lui
- Roberto Bautista Agut → thay thế bởi  Roman Safiullin
- Alexander Bublik → thay thế bởi  J. J. Wolf
- Pablo Carreño Busta → thay thế bởi  Lorenzo Sonego
- Marin Čilić → thay thế bởi  Miomir Kecmanović
- Karen Khachanov → thay thế bởi  Alexei Popyrin
- Nick Kyrgios → thay thế bởi  Emil Ruusuvuori
- Andy Murray → thay thế bởi  Daniel Altmaier
- Milos Raonic → thay thế bởi  Richard Gasquet
- Denis Shapovalov → thay thế bởi  Yannick Hanfmann
- Jan-Lennard Struff → thay thế bởi  Lloyd Harris

## Nội dung đôi ATP

### Hạt giống
| Quốc gia | Tay vợt           | Quốc gia | Tay vợt                | Xếp hạng1 | Hạt giống |
| -------- | ----------------- | -------- | ---------------------- | --------- | --------- |
| NED      | Wesley Koolhof    | GBR      | Neal Skupski           | 2         | 1         |
| CRO      | Ivan Dodig        | USA      | Austin Krajicek        | 7         | 2         |
| USA      | Rajeev Ram        | GBR      | Joe Salisbury          | 11        | 3         |
| IND      | Rohan Bopanna     | AUS      | Matthew Ebden          | 20        | 4         |
| MON      | Hugo Nys          | POL      | Jan Zieliński          | 21        | 5         |
| MEX      | Santiago González | FRA      | Édouard Roger-Vasselin | 23        | 6         |
| GER      | Kevin Krawietz    | GER      | Tim Pütz               | 27        | 7         |
| ESP      | Marcel Granollers | ARG      | Horacio Zeballos       | 27        | 8         |

- Bảng xếp hạng vào ngày 7 tháng 8 năm 2023.

### Vận động viên khác
Đặc cách:
- Christopher Eubanks /  Ben Shelton
- Mackenzie McDonald /  Frances Tiafoe
- Lorenzo Musetti /  Lorenzo Sonego

### Rút lui
- Alexander Bublik /  Adrian Mannarino → thay thế bởi  Félix Auger-Aliassime /  Adrian Mannarino
- Fabrice Martin /  Andreas Mies → thay thế bởi  Dan Evans /  Andreas Mies

## Nội dung đơn WTA

### Hạt giống
Dưới đây là những tay vợt được xếp loại hạt giống. Hạt giống dựa trên bảng xếp hạng WTA vào ngày 7 tháng 8 năm 2023. Xếp hạng và điểm trước vào ngày 14 tháng 8 năm 2023.
| Hạt giống | Xếp hạng | Tay vợt              | Điểm trước | Điểm bảo vệ | Điểm thắng | Điểm sau | Thực trạng                               |
| --------- | -------- | -------------------- | ---------- | ----------- | ---------- | -------- | ---------------------------------------- |
| 1         | 1        | Iga Świątek          | 9,730      | (125)†      | 350        | 9,955    | Bán kết thua trước Coco Gauff [7]        |
| 2         | 2        | Aryna Sabalenka      | 8,746      | 350         | 350        | 8,746    | Bán kết thua trước Karolína Muchová      |
| 3         | 3        | Jessica Pegula       | 6,030      | 190         | 105        | 5,945    | Vòng 3 thua trước Marie Bouzková         |
| 4         | 4        | Elena Rybakina       | 5,755      | 190         | 105        | 5,670    | Vòng 3 bỏ cuộc trước Jasmine Paolini [Q] |
| 5         | 5        | Ons Jabeur           | 4,746      | 105         | 190        | 4,831    | Tứ kết thua trước Aryna Sabalenka [2]    |
| 6         | 6        | Caroline Garcia      | 4,685      | 930         | (65)‡      | 3,825    | Vòng 2 thua trước Sloane Stephens        |
| 7         | 7        | Coco Gauff           | 3,760      | (65)†       | 900        | 4,595    | Vô địch, đánh bại Karolína Muchová       |
| 8         | 8        | Maria Sakkari        | 3,510      | (30)†       | 105        | 3,585    | Vòng 3 thua trước Karolína Muchová       |
| 9         | 9        | Petra Kvitová        | 3,445      | 585         | 60         | 2,920    | Vòng 2 thua trước Linda Nosková [Q]      |
| 10        | 10       | Markéta Vondroušová  | 3,211      | (1)†        | 190        | 3,400    | Tứ kết thua trước Iga Świątek [1]        |
| 11        | 11       | Barbora Krejčíková   | 2,840      | (30)†       | 1          | 2,840§   | Vòng 1 thua trước Victoria Azarenka      |
| 12        | 19       | Beatriz Haddad Maia  | 2,220      | (60)†       | 1          | 2,220§   | Vòng 1 thua trước Karolína Muchová       |
| 13        | 14       | Belinda Bencic       | 2,605      | (60)†       | 1          | 2,605§   | Vòng 1 thua trước Cristina Bucșa [Q]     |
| 14        | 13       | Daria Kasatkina      | 2,735      | (60)†       | 105        | 2,780    | Vòng 3 thua trước Aryna Sabalenka [2]    |
| 15        | 15       | Madison Keys         | 2,580      | 350         | (60)†      | 2,290    | Vòng 1 thua trước Elise Mertens          |
| 16        | 16       | Veronika Kudermetova | 2,485      | 105         | (100)†     | 2,480    | Vòng 1 thua trước Venus Williams [WC]    |

† Điểm từ kết quả tốt nhất của lần 16 (cho điểm bảo vệ) hoặc kết quả tốt nhất của lần 17 (cho điểm thắng), vào ngày 14 tháng 8 năm 2023.

‡ Điểm từ giải WTA 1000 không Mandatory thứ hai tốt nhất của tay vợt, phải được tính vào xếp hạng của tay vợt.

§ Không thay đổi điểm vì điểm từ giải đấu không được tính là một trong 16 kết quả tốt nhất của tay vợt.

### Vận động viên khác
Đặc cách:
- Danielle Collins
- Céline Naef
- Peyton Stearns
- Venus Williams
- Caroline Wozniacki

Bảo toàn thứ hạng:
- Jennifer Brady
- Anastasia Pavlyuchenkova

Vượt qua vòng loại:
- Wang Xiyu
- Cristina Bucșa
- Martina Trevisan
- Aliaksandra Sasnovich
- Jasmine Paolini
- Ann Li
- Emma Navarro
- Linda Nosková

Thua cuộc may mắn:
- Varvara Gracheva

### Rút lui
- Paula Badosa → thay thế bởi  Zhu Lin
- Barbora Strýcová → thay thế bởi  Sloane Stephens
- Elina Svitolina → thay thế bởi  Varvara Gracheva

## Nội dung đôi WTA

### Hạt giống
| Quốc gia | Tay vợt                  | Quốc gia | Tay vợt            | Xếp hạng1 | Hạt giống |
| -------- | ------------------------ | -------- | ------------------ | --------- | --------- |
| CZE      | Barbora Krejčíková       | CZE      | Kateřina Siniaková | 3         | 1         |
| AUS      | Storm Hunter             | BEL      | Elise Mertens      | 11        | 2         |
| USA      | Nicole Melichar-Martinez | AUS      | Ellen Perez        | 17        | 3         |
| USA      | Desirae Krawczyk         | NED      | Demi Schuurs       | 22        | 4         |
| UKR      | Lyudmyla Kichenok        | LAT      | Jeļena Ostapenko   | 34        | 5         |
| TPE      | Hsieh Su-wei             | CHN      | Wang Xinyu         | 38        | 6         |
| TPE      | Chan Hao-ching           | MEX      | Giuliana Olmos     | 41        | 7         |
| JPN      | Shuko Aoyama             | JPN      | Ena Shibahara      | 42        | 8         |

- Bảng xếp hạng vào ngày 7 tháng 8 năm 2023.

### Vận động viên khác
Đặc cách:
- Jennifer Brady /  Asia Muhammad
- Bethanie Mattek-Sands /  Anastasia Potapova
- Emma Navarro /  Peyton Stearns

Bảo toàn thứ hạng:
- Anastasia Pavlyuchenkova /  Luisa Stefani

Thay thế:
- Ekaterina Alexandrova /  Aliaksandra Sasnovich
- Ulrikke Eikeri /  Zhu Lin

### Rút lui
- Bethanie Mattek-Sands /  Anastasia Potapova → thay thế bởi  Ekaterina Alexandrova /  Aliaksandra Sasnovich
- Karolína Muchová /  Markéta Vondroušová → thay thế bởi  Ulrikke Eikeri /  Zhu Lin

## Nhà vô địch

### Đơn nam
- Novak Djokovic đánh bại  Carlos Alcaraz, 5–7, 7–6(9–7), 7–6(7–4)

### Đơn nữ
- Coco Gauff đánh bại  Karolína Muchová, 6–3, 6–4

### Đôi nam
- Máximo González /  Andrés Molteni đánh bại  Jamie Murray /  Michael Venus, 3–6, 6–1, [11–9]

### Đôi nữ
- Alycia Parks /  Taylor Townsend đánh bại  Nicole Melichar-Martinez /  Ellen Perez 6–7(1–7), 6–4, [10–6]